# Santiago Gascón Muñoz
Santiago Gascón Muñoz (Caudé, Teruel, 11 de septiembre de 1939 - Oviedo, 8 de julio de 1997), fue catedrático de Bioquímica en la Universidad de Oviedo, de la que fue rector de 1992 a 1996.

## Biografía
Nació en Caudé (Teruel) el  11 de septiembre de 1939.
Licenciado en Farmacia por la Universidad Complutense de Madrid en 1962.
Se doctoró en Farmacia por la Universidad Complutense de Madrid, realizando su tesis doctoral en el  Centro de Investigaciones Biológicas dentro del Consejo Superior de Investigaciones Científicas (CSIC), bajo la dirección del profesor Julio Rodríguez Villanueva.
En 1965 se traslada a Copenhague al recibir una beca de investigación en Carlsberg Laboratorium, en el departamento de fisiología, donde trabajó durante un año demostrando la existencia de isozimas de invertasa y su localización en levaduras.[cita requerida]
Sus trabajos interesaron al Profesor J.O. Lampen , de la Universidad de Rutgers, Nueva Jersey (Estados Unidos), a cuyo departamento se incorporó entre 1966 y 1968, como Research Associate, en el Instituto Waksman de Microbiología. Continuó investigando sobre los mecanismos de secreción de proteínas.[cita requerida]
A su vuelta a España se incorpora al Departamento de Microbiología en la Facultad de Ciencias de la Universidad de Salamanca, cuyo director de departamento era el profesor Julio Rodríguez Villanueva. Ocupó varios puestos relacionados con la investigación, primero como Colaborador, luego como Investigador y Profesor del Consejo Superior de Investigaciones Científicas (CSIC).
En 1973 obtuvo, por oposición, la plaza de Profesor Agregado de Bioquímica de la Facultad de Medicina de la Universidad de Oviedo

En 1974 obtuvo, por oposición, la plaza de Catedrático de Bioquímica de la Universidad de Oviedo.
Entre 1974 y 1988, fue el director del Departamento Interfacultativo de Bioquímica, que impartía la docencia en las Facultades de Medicina, Biología y Química.
Desarrolló una labor activa de investigación y de formación de nuevos investigadores.[cita requerida] [cita requerida]
Desarrolló otros puestos en el ámbito universitario:
- Vicepresidente de la Sociedad Española de Bioquímica , entre 1982 y 1986.[10]
- Presidente de la Sociedad Española de Bioquímica, entre 1986 y 1988.[11]
- Socio de Honor de la Sociedad Española de Bioquímica, 1997 .[12]
- Vicerrector de Investigación de la Universidad de Oviedo, entre 1988 y 1992.
- Rector de la Universidad de Oviedo entre 1992 y 1996.[13][14][15]

Fue miembro de diversas academias e instituciones científicas:
- Miembro de la Academia de Ciencias de Nueva York
- Académico de número de la Real Academia de Medicina de Oviedo

## Premios y distinciones
Gran Cruz de la Orden Civil de Alfonso X el Sabio (1996).
El edificio de Bioquímica de la Universidad de Oviedo lleva su nombre.